# Gien
Gien település Franciaországban, Loiret megyében. Lakosainak száma 13 431 fő (2022. január 1.). Gien Les Choux, Boismorand, Briare, La Bussière, Nevoy, Ouzouer-sur-Trézée, Poilly-lez-Gien, Saint-Brisson-sur-Loire és Saint-Martin-sur-Ocre községekkel határos.

## Népesség
A település népességének változása:
| Lakosok száma | 12 164 | 16 064 | 16 477 | 15 495 | 14 624 | 14 559 | 14 007 | 13 566 | 13 305 | 13 431 |
|               | 1968   | 1982   | 1990   | 2006   | 2013   | 2015   | 2017   | 2019   | 2020   | 2022   |